# Qs-STAT
qs-STAT ist eine Statistik-Software der Firma Q-DAS (Teil von Hexagon Manufacturing Intelligence), die besonders in der industriellen Fertigung zur Prozessqualifikation eingesetzt wird. Sie dient der  Bewertung und kontinuierlichen Verbesserung von Prozessen in der industriellen Produktion. Dabei geben Normen, Standards und Richtlinien die notwendige Orientierung.
Die Anforderungen und Vorgehensweisen zur Berechnung von statistischen Kennzahlen, wie Cp- und Cpk-Werten, sind unterschiedlich und basieren auf Normen, Standards, Verbands- und Firmenrichtlinien (z. B. BMW, GMPT, Robert Bosch, Volkswagen etc.) oder individuellen Vorgehen. In sogenannten Auswertestrategien sind die Vorgaben zur Berechnung der Statistik hinterlegt. Sie gewährleisten vergleichbare Ergebnisse.
Es stehen zahlreiche statistische Verfahren zur Verfügung, mit denen das bestangepasste Verteilungszeitmodell automatisch gefunden und eine Zuordnung zu den Prozessmodellen nach DIN ISO 22514-2 vorgenommen werden kann. Weiterhin stehen dem Anwender eine Vielzahl von statistischen Einzelwert- und Übersichtgrafiken zur visuellen Beurteilung der Prozesse zur Verfügung.
Die Eignungsnachweise für Maschinen- und Prozessfähigkeit können mit qs-STAT erstellt werden. Des Weiteren können die Prozesse mittels Filter- und Selektionskriterien auf Auffälligkeiten untersucht werden. Diese Untersuchungen erlauben häufig Rückschlüsse auf signifikante Einflüsse, die beispielsweise aus verschiedenen Maschinen, Chargen, Nester, Prüfer, Werkzeuge, Temperaturen usw. resultieren können. qs-STAT hilft dabei, die Einflüsse übersichtlich darzustellen und zu bewerten, um Verbesserungspotenziale ableiten zu können, aus denen Prozessverbesserungen und Prozesskostenersparnisse resultieren.
Auf Berichten findet man zudem in kompakter Form und ansprechender Gestaltung Zusammenfassungen von statistischen Kennwerten und Grafiken. Berichte können als PDF-Dokument abgelegt oder als E-Mail-Anhang versendet werden. Ebenso ist es möglich, sie als Grafikdateien zu verwenden, um diese leicht in andere Systeme einzubinden.
Auch wenn qs-STAT die Idee der Auswertestrategie zugrunde liegt, hat der Anwender die Möglichkeit, statistische Testverfahren und individuelle Vorgaben selbst zu wählen. Dies wird über eine individuelle Benutzerverwaltung unterstützt, die sowohl die Berechtigungen der Benutzer regelt als auch die Ansichten und grafischen Einstellungen beinhaltet.
Die Software ist in 21 Landessprachen erhältlich und wird weltweit über ein Netzwerk von Tochter- und Partnerfirmen sowie den Niederlassungen von Hexagon Manufacturing Intelligence vertrieben und betreut.
Für einen standardisierten Datenaustausch zwischen Messgeräten und qs-STAT (sowie anderen Q-DAS Softwareprodukten) ist das Datenformat AQDEF (Advanced Quality Data Exchange Format) spezifiziert worden. Bei der Definition der Datenformatinhalte durch einen Industrie-Arbeitskreis AQDEF sind grundlegende Kundenanforderungen eingeflossen. Hierdurch ist ein repräsentativer Querschnitt des Umfanges und eine einheitliche Interpretationen von Schlüsselfeldern und deren Verwendung garantiert.
Eine Verbindung von qs-STAT mit SAP QM bietet den Anwendern beider Systeme eine Komplettlösung für den gemeinsamen Einsatz. Während die Implementierung von SAP der Optimierung von zentralen Geschäftsprozessen dient, liefert Q-DAS Lösungen zur ganzheitlichen, automatisierten Betrachtung und statistischen Auswertung von Mess- und Prüfprozessen. Für die statistische Auswertung der Daten liegen die Daten bereits in der Q-DAS Datenbank vor oder sie können aus SAP QM mittels der Schnittstelle QM-STI ("Statistical Data Interface") zur Auswertung an qs-STAT übergeben werden.